# Xian de Wuxi
Le xian de Wuxi (巫溪县 ; pinyin : Wūxī Xiàn) est une subdivision de la municipalité de Chongqing en Chine.

## Géographie
Sa superficie est de 4 030 km², et son altitude est comprise entre 139,4 et 2 796,8 m.

## Démographie
La population du district était de 502 432 habitants en 1999, et de 520 000 en 2004.